# Sant Jan de Ledós
Saint-Jean-d'Heurs és un municipi francès situat al departament del Puèi Domat i a la regió d'Alvèrnia-Roine-Alps. L'any 2007 tenia 576 habitants.

## Demografia

### Població
El 2007 la població de fet de Saint-Jean-d'Heurs era de 576 persones. Hi havia 169 famílies de les quals 33 eren unipersonals (21 homes vivint sols i 12 dones vivint soles), 62 parelles sense fills, 70 parelles amb fills i 4 famílies monoparentals amb fills.
La població ha evolucionat segons el següent gràfic:
Habitants censats

### Habitatges
El 2007 hi havia 194 habitatges, 170 eren l'habitatge principal de la família, 6 eren segones residències i 19 estaven desocupats. 193 eren cases i 1 era un apartament. Dels 170 habitatges principals, 142 estaven ocupats pels seus propietaris, 15 estaven llogats i ocupats pels llogaters i 12 estaven cedits a títol gratuït; 3 tenien dues cambres, 25 en tenien tres, 55 en tenien quatre i 87 en tenien cinc o més. 131 habitatges disposaven pel capbaix d'una plaça de pàrquing. A 52 habitatges hi havia un automòbil i a 108 n'hi havia dos o més.

### Piràmide de població
La piràmide de població per edats i sexe el 2009 era:
| Homes | Edats   | Dones |
| ----- | ------- | ----- |
| 0     | 95 o +  | 0     |
| 0     | 90 a 94 | 16    |
| 8     | 85 a 89 | 36    |
| 0     | 80 a 84 | 12    |
| 8     | 75 a 79 | 12    |
| 4     | 70 a 74 | 4     |
| 16    | 65 a 69 | 8     |
| 8     | 60 a 64 | 4     |
| 12    | 55 a 59 | 16    |
| 12    | 50 a 54 | 16    |
| 24    | 45 a 49 | 12    |
| 16    | 40 a 44 | 20    |
| 20    | 35 a 39 | 40    |
| 40    | 30 a 34 | 20    |
| 4     | 25 a 29 | 8     |
| 4     | 20 a 24 | 12    |
| 12    | 15 a 19 | 24    |
| 12    | 10 a 14 | 16    |
| 12    | 5 a 9   | 24    |
| 16    | 0 a 4   | 0     |

## Economia
El 2007 la població en edat de treballar era de 357 persones, 268 eren actives i 89 eren inactives. De les 268 persones actives 247 estaven ocupades (140 homes i 107 dones) i 20 estaven aturades (8 homes i 12 dones). De les 89 persones inactives 25 estaven jubilades, 14 estaven estudiant i 50 estaven classificades com a «altres inactius».

### Ingressos
El 2009 a Saint-Jean-d'Heurs hi havia 177 unitats fiscals que integraven 477 persones, la mediana anual d'ingressos fiscals per persona era de 18.345 €.

### Activitats econòmiques
Dels 17 establiments que hi havia el 2007, 2 eren d'empreses de fabricació d'altres productes industrials, 4 d'empreses de construcció, 1 d'una empresa de comerç i reparació d'automòbils, 3 d'empreses d'hostatgeria i restauració, 1 d'una empresa d'informació i comunicació, 1 d'una empresa financera, 2 d'empreses de serveis, 1 d'una entitat de l'administració pública i 2 d'empreses classificades com a «altres activitats de serveis».
Dels 6 establiments de servei als particulars que hi havia el 2009, 1 era un paleta, 1 guixaire pintor, 1 lampisteria, 1 electricista, 1 perruqueria i 1 restaurant.
L'any 2000 a Saint-Jean-d'Heurs hi havia 10 explotacions agrícoles que ocupaven un total de 498 hectàrees.

## Equipaments sanitaris i escolars
El 2009 hi havia una escola elemental.

## Poblacions més properes
El següent diagrama mostra les poblacions més properes.